# كيلي أوليفر
كيلي أوليفر (بالإنجليزية: Kelly Oliver)‏ (28 يوليو 1958)؛ فيلسوفة، كاتِبة وروائية أمريكية. درست في جامعة نورث وسترن.